# Lerorna, Uppland
Lerorna är en sjö i Tierps kommun i Uppland och ingår i Tämnarån-Forsmarksåns kustområde. Lerorna ligger ingår i Lerornas naturreservat och Lerorna Natura 2000-område.